# 樂家
樂家（Roca）是西班牙一家卫生设施产品生产商，成立於1917年，業務遍及135个国家和地区。

## 历史
1999 年，樂家收购瑞士制造商Keramik Holding LAUFEN。2006 年，樂家收購印度卫浴公司Parryware。2015年，樂家推出品牌Johnson Pedder。

## 外部鏈接
- 官方网站